# Холм (Новодугинский район)
Холм — деревня в Новодугинском районе Смоленской области России. Входит в состав Извековского сельского поселения. Население — 30 жителей (2007 год). 
Расположена в северо-восточной части области в 21 км к юго-западу от Новодугина, в 12 км западнее автодороги Р134 «Старая Смоленская дорога» Смоленск — Дорогобуж — Вязьма — Зубцов, на берегу реки Поповка. В 16 км юго-восточнее деревни расположена железнодорожная станция О.п. 232-й км на линии Вязьма — Ржев.
В деревне родился Герой Советского Союза Михаил Иванов.

## История
В годы Великой Отечественной войны деревня была оккупирована гитлеровскими войсками в октябре 1941 года, освобождена в марте 1943 года.